# Cethosia biblis
Cethosia biblis är en fjärilsart som beskrevs av Dru Drury 1770. Cethosia biblis ingår i släktet Cethosia och familjen praktfjärilar. Inga underarter finns listade i Catalogue of Life.

## Bildgalleri

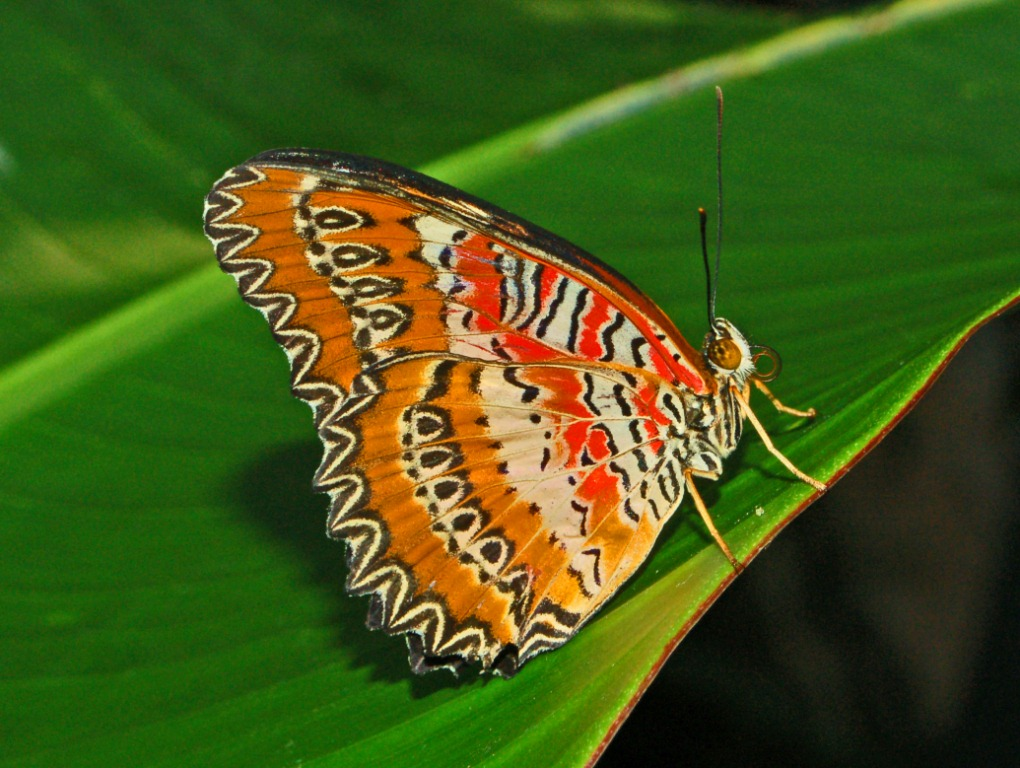
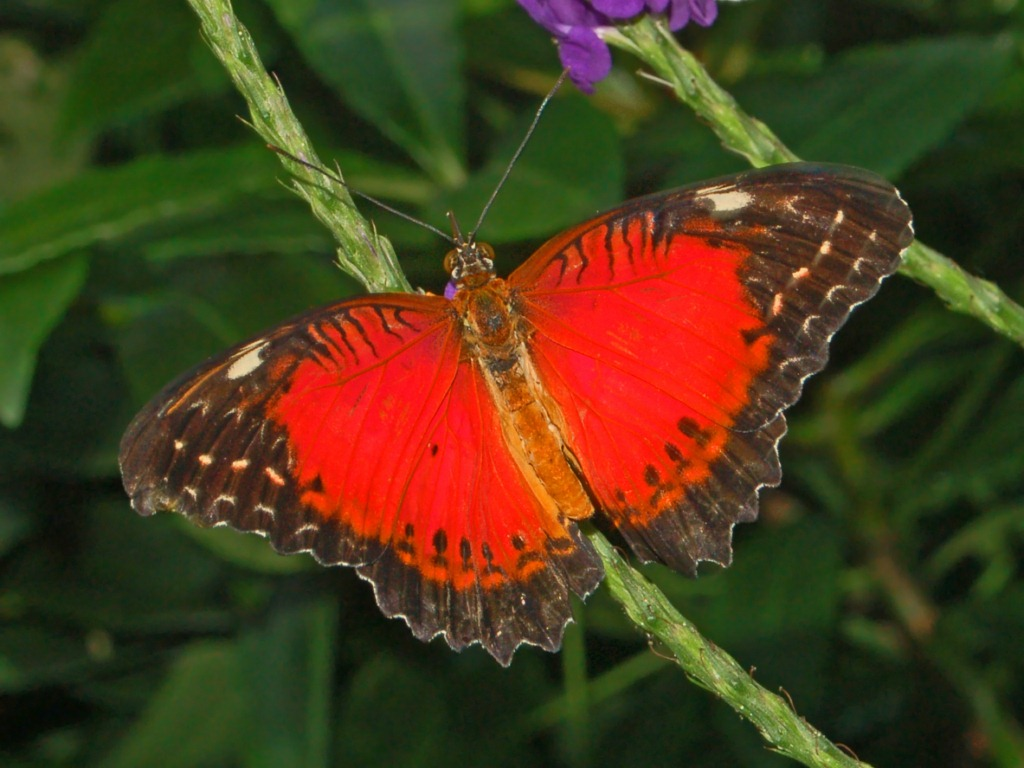
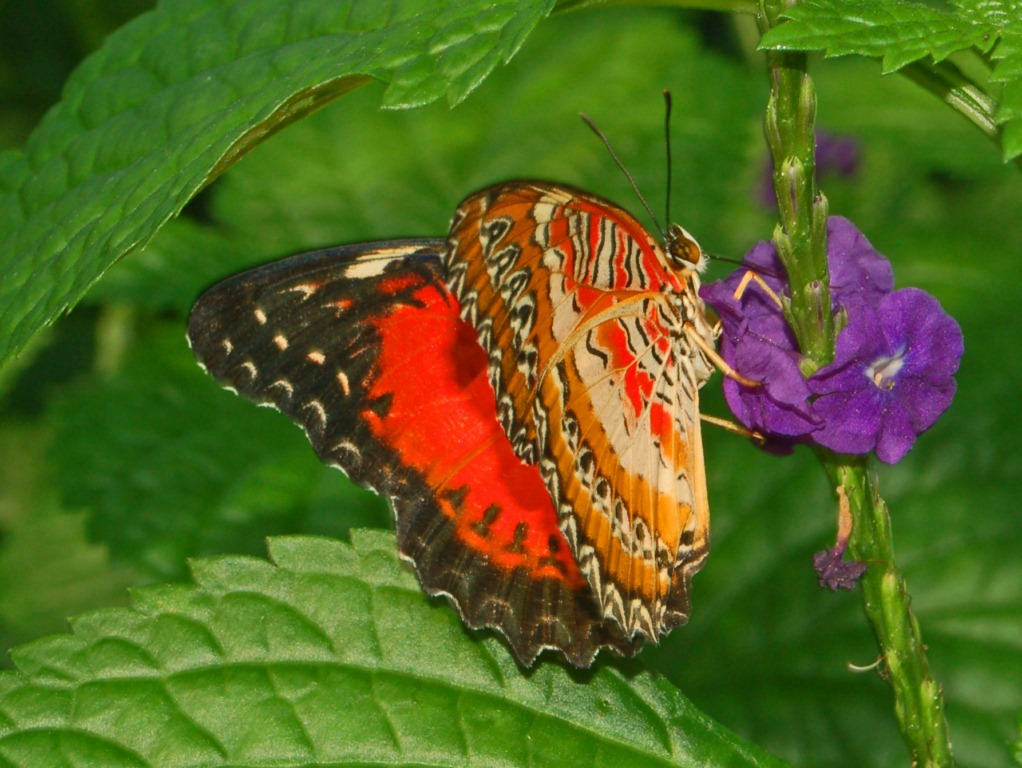
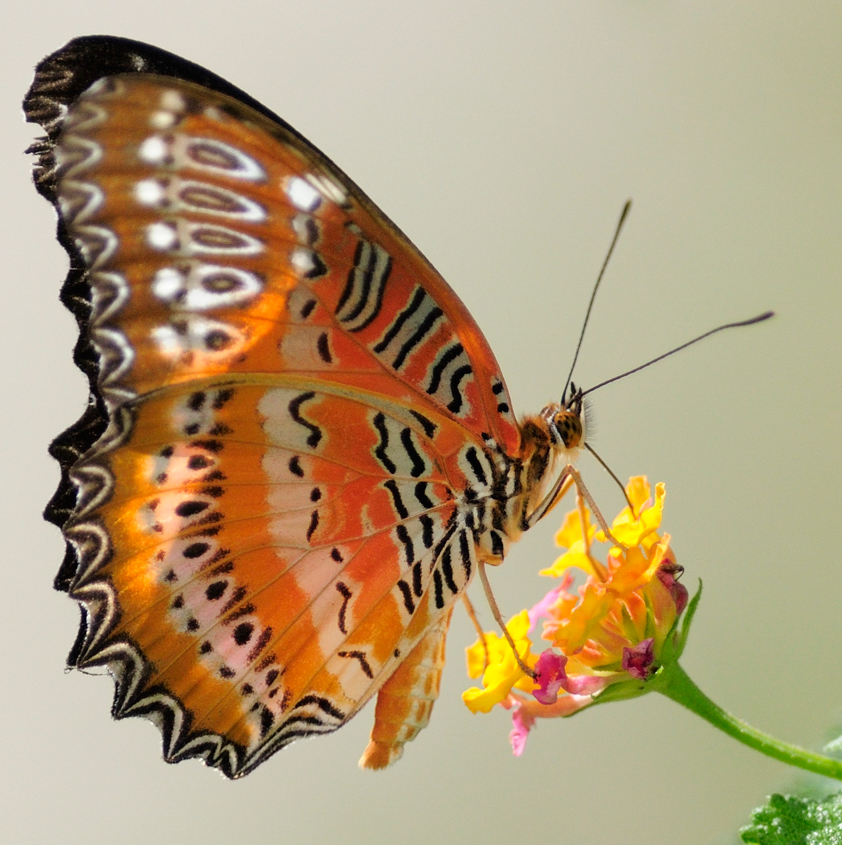